# Homex
Desarrolladora Homex, S.A.B. de C.V. (BMV:HOMEX / NYSE: HMX), una de las desarrolladoras de vivienda líderes en México, que destaca también por su gran diversificación geográfica, ya que está presente en 22 estados y 38 ciudades de la República Mexicana, así como en Brasil.

## Origen
Constituida en Culiacán, Sinaloa, en 1989, Homex se inició con el desarrollo de áreas comerciales, y gradualmente se enfocó en el diseño, la construcción y comercialización de viviendas. Para finales de 1996, la Compañía tenía operaciones en cuatro ciudades del noroeste; un año después, ya operaba en diez ciudades, con lo cual fortaleció su presencia en la región. Al 31 de diciembre de 2010, Homex tenía operaciones en 34 ciudades ubicadas en 21 estados de la República y 3 ciudades ubicadas en 2 estados de Brasil.
La compañía es, además, una de las constructoras de vivienda con mayor diversidad geográfica en el país y tiene una posición líder en los cuatro mercados más importantes del país: Área Metropolitana de la Ciudad de México, Guadalajara, Monterrey y Tijuana.

## Homex Brasil
Inicialmente registrada en Brasil como Homex do Brasil Construções Ltda., llegó al país a mediados de 2007, con expectativa de ser una de las gigantes del sector de desarrollo de viviendas, la idea inicial era de repetir su éxito como en México, pero la empresa llevó demasiado tiempo para adaptarse al país.

## Acontecimientos relevantes
- 1989 Inician operaciones en Culiacán, Sinaloa.
- 1991 Homex se expande al segmento de vivienda de interés social.
- 1992 La empresa amplía sus operaciones hacia otros estados de la República.
- 1993 La planeación estratégica se intensifica y se da una mayor expansión geográfica.
- 1997 Desarrolladora Homex inaugura diez sucursales en las principales ciudades del país.
- 1999 El fondo de inversión internacional ZN México Funds adquiere una posición minoritaria del capital.
- 2002 Equity International Properties, el mayor desarrollador inmobiliario en Estados Unidos, adquiere una posición minoritaria del capital.
- 2003 La empresa enfoca sus operaciones también hacia el segmento de vivienda media.
- 2004 Concluyen las gestiones para realizar la oferta simultánea de acciones en la Bolsa Mexicana de Valores (BMV) y en el New York Stock Exchange (NYSE).
- 2005 Se emite un bono por $250 millones de dólares con vencimiento a 10 años. Desarrolladora Homex adquiere Casas Beta.
- 2006 Se lleva a cabo la emisión de oferta secundaria de acciones; el porcentaje de acciones disponibles para el público inversionista es el más alto de la industria.
- 2007 La empresa realiza compras estratégicas de una nueva tecnología de construcción basada en moldes de aluminio. Se crea la División Residencial.
- 2008 Dos nuevas divisiones se suman a la organización: Internacional y Turismo. Se implementan innovadoras estrategias de mercadotecnia.
- 2009 Homex incursiona en Brasil, el primer proyecto internacional. La compañía celebra su quinto aniversario de cotización en bolsa.

## Reconocimientos
- Empresa Socialmente Responsable (ESR)

La Alianza por la Responsabilidad Social (AliaRSE) y el Centro Mexicano para la Filantropía
(CEMEFI) han reconocido a Homex con este distintivo por incluir en su estrategia de negocios
programas dirigidos a sus grupos de interés en cuatro grandes líneas de acción: calidad de vida
en la empresa, vinculación con la comunidad, ética empresarial y medio ambiente.
- Empresa Familiarmente Responsable

La Secretaría del Trabajo y Previsión Social (STPS) acreditó en 2008 que la compañía cuenta
con buenas prácticas laborales en lo relativo a equidad de género, prevención y combate a la
violencia laboral, al tiempo que impulsa acciones y políticas para favorecer que los trabajadores
y trabajadoras atiendan sus responsabilidades familiares.
- Empresa Incluyente

La STPS reconoció también a Homex por el desarrollo de una nueva cultura laboral que brinda
un espacio de trabajo tanto a las personas con discapacidades como a los adultos mayores.
- Modelo de Equidad de Género MEG:2003

Desde 2006, el Instituto Nacional de las Mujeres (INMUJERES) reconoce los esfuerzos de Homex
por considerar políticas y prácticas internas que conduzcan al establecimiento de condiciones
equitativas para el desarrollo profesional de mujeres y hombres en los espacios de trabajo.

## Presencia en México[2]
- Hermosillo
- Los Cabos
- Nayarit – San José
- Pachuca
- Saltillo
- San José del Cabo
- Veracruz
- Guadalajara
- Tonalá
- Atizapán
- Cuautitlán
- Culiacán
- León
- Puebla
- Cuernavaca
- Ensenada
- La Paz
- Mexicali
- Rosarito
- Tijuana
- Cancún
- Playa del Carmen
- Durango
- Coatzacoalcos
- Tarimbaro

## Presencia en Brasil[3]
- Marabá
- Foz do Iguaçu
- São Paulo
- Marilia
- São José dos Campos
- Campo Grande